# Свеня Шліхт
Свеня Шліхт (нім. Svenja Schlicht, 26 червня 1967) — німецька плавчиня.
Срібна медалістка Олімпійських Ігор 1984 року, учасниця 1988 року.